# Kasaï-Oriental (1966–2006)

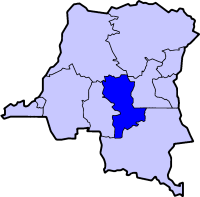
Provinsen Kasai-Oriental.

Kasaï-Oriental är en region i Kongo-Kinshasa som mellan 1966 och 2006 också utgjorde en egen provins. Provinsens huvudstad var Mbuji-Mayi. Kasaï-Oriental skulle enligt 2006 års konstitution delas i Kasaï-Oriental, Lomami och Sankuru, vilket genomfördes 2015.
Regionen är en av världens rikaste på diamanter.